# Triton College
Triton College – community college znajdujący się w River Grove w hrabstwie Cook (Illinois). College położony jest ok. 23 km od centrum Chicago.  
Na tej uczelni znajduje się planetarium Cernan Earth and Space Center.